# Фудзівара Гірото
Гірото Фудзівара (англ. Hiroto Fujiwara; нар. 4 січня 2003) — японський легкоатлет, який спеціалізується у бігу на короткі дистанції.

## Спортивні досягнення
Чемпіон світу серед юніорів у естафетному бігу 4×100 метрів (2022).